# Gurania cogniauxiana
Gurania cogniauxiana là một loài thực vật có hoa trong họ Cucurbitaceae. Loài này được Barb.Rodr. mô tả khoa học đầu tiên năm 1894.